# Cyclones
Pour les articles homonymes, voir Cyclone (homonymie).
Cyclones (Devil Winds) est un film américain réalisé par Gilbert M. Shilton, sorti en 2003.

## Synopsis
Peter Jensen est météorologue TFC, chasseur de tornades. Il prévoit qu'une tornade va s'abattre sur le pays.
Non seulement la tempête détruit sa maison lorsqu'elle s'abat sur sa ville natale, Tyler, en Oklahoma, mais sa femme est tuée.
Anéanti, Peter tourne le dos à son travail et à cette ville emmenant avec lui sa fille Kara (Erica Durance) pour chasser de sa mémoire le souvenir de cette nature si cruelle et de ce jour si horrible.
Les années ont passé…
Kara décide de s'installer à Tyler pour y poursuivre ses études et vivre auprès de sa grand-mère. Père et fille se séparent.
Pour la remise de diplômes de sa fille, Peter retourne dans la ville qui lui était si chère autrefois mais il va être confronté au pire de ses souvenirs.
Julia Merrow (Nicole Eggert), qui est reporter à sensation pour une télé régionale met au jour des détails jusqu'alors inconnus du public sur la tornade meurtrière. Ce qu'elle ne sait pas, c'est qu'une nouvelle tornade est en formation. Peter, quant à lui, fait à nouveau connaissance avec la ville qu'il aimait et retrouve un vieil ami Bob Booker (Peter Graham), chasseur de tornades comme lui.
Peter est fortement sollicité pour prendre la situation en main car la tornade se dirige tout droit sur Tyler. Il craint des retombées sur l'environnement et la Station de Contrôle, la tornade dispersant des spores meurtrières au gré des vents qui balaient le pays. Il mène la lutte de sa vie. C'est sa dernière chance de braver cette force de la nature qui est son ennemie jurée.

## Fiche technique
- Titre : Cyclones
- Titre original : Devil Winds
- Réalisation : Gilbert M. Shilton
- Durée : 91 min
- Distribution : New Line
- Dates de sortie :
  - États-Unis : 28 octobre 2003
  - France : 31 octobre 2004

## Distribution
- Joe Lando
- Nicole Eggert (VF. Véronique Alycia) : Julia Merrow
- Erica Durance